# Gebangangkrik
Gebangangkrik is een bestuurslaag in het regentschap Lamongan van de provincie Oost-Java, Indonesië. Gebangangkrik telt 2384 inwoners (volkstelling 2010).